# أجيل
أجيل (الاسم العلمي Aegialia)، جنس حشرات من فصيلة الحنظبيات غمديات الأجنحة صفيحيات القرون. أنواعه المعروفة قليلة العدد جميعها صغيرة القد. أطوالها تراوح من 4 إلى 6 مم. اجسامها شبه كروية الشكل. أثوابها سوية الألوان منها الأسود والأسمر والحنطي الأغبر. اعطانها سواحل البحر الأبيض المتوسط. تظهر في أوائل الربيع وتبقى حتى منتصف الصيف. يرقاتها صغيرة، دقيقة، غبراء اللون، سمراء الرؤوس تركب جذور النباتات المختلفة فتقرضها وتعطبها وتسيء إلى نموها.